# عبد القادر لقطع
عبد القادر لقطع (مواليد 1 مارس 1948) هو مخرج أفلام مغربي، كانت له بصمة خاصة في السينما المغربية، حيث يُعتبر من جيل صناع الأفلام الأوائل الذين وضعوا قواعد هذه الصناعة في المغرب، وذلك من خلال إخراجه لعدة أفلام.

## أعماله
- رماد الزريبة، بالاشتراك مع محمد الركاب : 1976
- حب في الدار البيضاء : 1991
- الباب المسدود : 1995
- بيضاوة : 1998
- وجها لوجه : 2003
- ياسيمن والرجال : 2007
- نصف السماء : 2015

## جوائز
- جائزة أحسن مونتاج في الدورة الثالثة للمهرجان الوطني للفيلم بمكناس عن فيلم حب في الدار البيضاء (1991)

## روابط خارجية
- عبد القادر لقطع على موقع IMDb (الإنجليزية)
- عبد القادر لقطع على موقع ألو سيني (الفرنسية)
- عبد القادر لقطع على موقع قاعدة بيانات الفيلم (الإنجليزية)
- عبد القادر لقطع على موقع كينوبويسك (الروسية)